# Mạng thần kinh tích chập
Trong học sâu, một mạng thần kinh tích chập (còn gọi là mạng nơ-ron tích chập hay ít phổ biến hơn là mạng thần kinh/nơ-ron chuyển đổi, tiếng Anh: convolutional neural network, viết tắt CNN hay ConvNet) là một lớp của mạng thần kinh sâu (deep neural network), áp dụng phổ biến nhất để phân tích hình ảnh trực quan. Mạng còn được gọi là shift invariant (dịch chuyển bất biến) hay mạng thần kinh nhân tạo không gian bất biến (SIANN), dựa trên kiến trúc trọng số được chia sẻ và các đặc tính đối xứng tịnh tiến (translational symmetry). CNN có nhiều ứng dụng trong thị giác máy tính, hệ thống gợi ý, phân loại hình ảnh, tính toán hình ảnh y tế (điện toán hình ảnh y tế), xử lý ngôn ngữ tự nhiên, và chuỗi thời gian tài chính.